# Fontvannes
Fontvannes é uma comuna francesa na região administrativa de Grande Leste, no departamento de Aube. Estende-se por uma área de 13,01 km². Em 2010 a comuna tinha 719 habitantes (densidade: 55,3 hab./km²).